# Henry W. Oliver
Henry W. Oliver (le 25 février 1840 – 8 février 1904) était un industriel américain de l'acier de la fin du XIXe et du début du XXe siècle.

## Biographie
Henry W. Oliver est né en Irlande dans les années 1840. Deux ans plus tard, sa famille s'installe à Pittsburgh. Oliver a commencé à travailler à l'âge de treize ans comme garçon de courses au service de National Telegraph Company, à Pittsburgh. Il a occupé différents postes jusqu'en 1861, quand il a été enrôlé dans la guerre civile. En 1863, il a formé un partenariat avec William J. Lewis et John Phillips pour créer le cabinet Lewis, Oliver et Phillips pour la fabrication d'écrous et de boulons sur une petite échelle. En 1868, deux de ses frères se sont joints au cabinet et en 1880, ils ont formé la compagnie Oliver Frères et Phillips. À cette époque, la société était l'un des plus grands fabricants de barre de fer et des spécialités aux États-unis. En 1888, la société s'est lancée dans l'extraction du minerai de la région du gisement de Mesabi Range, près du lac Supérieur, dans le Michigan.
Henry W. Oliver a contribué à développer des procédés de nouvelle générations pour la fabrication de l'acier, dont la conception a été améliorée pour les hauts fourneaux. Il a aussi participé au financement de plusieurs grandes industries de Pittsburgh dans l'acier. Une grande partie de son énergie était consacrée à l'édification de nouvelles voies de chemin de fer à Pittsburgh. Il a également contribué au développement des wagons de marchandises pour transporter  l'acier en lieu et place des petites voitures en bois utilisées auparavant. Peut-être le plus important, ses efforts pour faire de la rivière Ohio un mode de transport fiable toute l'année plutôt que d'être dépendant de la rivière et de ses caprices.
Il a été actif sur le plan politique pour le Parti Républicain américain, à Pittsburgh. Cinq ans après sa mort, Oliver, le frère de George T. Oliver est devenu un sénateur américain.